# Бойча (шляхетский герб)
Бойча (пол. Bojcza, Boycza, Modzel, Modzele, Modzelie, Piaseczna, Piasnicza) — польский дворянский герб. В Польше герб появляется в конце XIV века. 

## Описание
В червлёном или лазуревом щите, золотой крест с тремя перекладинами. Нашлемник — три серебряных страусовых пера.
- Описание герба по Лакиеру: «В голубом (иногда красном) поле золотой тройной крест. Поверх щита развеваются три страусовых пера. Ср. Свенчиц»[2].
- Герб Бойча внесён в Часть 1 Гербовника дворянских родов Царства Польского (стр. 69) со следующим описанием: «В красном поле, тройной золотой крест. В навершье шлема три строусовых (sic!) пера».

## История
Герб с шестиконечным крестом сформировался после заключения Кревской унии в 1385 году и католического крещения Владислава II Ягайлы в 1386 году как личный герб Польского короля и Великого князя Литовского, а затем стал гербом и династии Ягеллонов. Герб был помещён на щите всадника — гербе Великого княжества Литовского. 
Своё название «Бойча» герб получил в середине XV века.
Распространена версия, что двойной крест Ягайло позаимствовав с герба Венгрии, женившись на Ядвиге — принцессе Венгрии и Польши. Историк М. Загоруйко считает, что это противоречит существовавшей геральдической практике. Гербом Венгрии был «в червлёном поле серебряный патриарший крест, лапчатый на концах,  венчающей зелёную гору о трёх вершинах». Если бы Владислав Ягайло позаимствовал свой символ с герба Венгрии, то по правилам геральдики он бы взял полную композицию, сохранив красный цвет щита и зелёную гору (корона появилась в XVII веке).
Во время правления Казимира Ягеллончика герб претерпевает изменения: поперечные перекладины приобретают одинаковую длину и располагаются симметрично на вертикальном столбе, на равном расстоянии от его концов. 
После заключения Люблинской унии о создании Речи Посполитой в 1569 году у креста или щита появляется красный цвет. После смерти в 1572 году последнего представителя династии Ягеллонов на троне (Сигизмунд II Август) в гербе появляется третья перекладина для шляхты, не являющейся королями. В гербовнике Б. Папроцкого 1584 года приведено именно такое изображение, но без описания. 
Два средневековых источника содержат изображения или описание этого герба: Stemmata Polonica (ок. 1555 г.) и «Клейноты»  (1464—1480) Яна Длугоша, где указано, что герб имеет синее поле. В Stemmata Polonica дополнительно указан цвет креста — серебряный. 

Герб Ягайлы. Из гербовника Armorial Lyncenich, 1430-е годы
Фрагмент герба Великого княжества Литовского из хроники Ульриха Рихенталя, 1536
Из гербовника Stemmata Polonica[пол.], середина XVI века
Бойча с гобеленов[пол.] из королевского замка[пол.] в Кракове, 1555 г.
Бойча с гобеленов[пол.] из королевского замка[пол.] в Кракове, 1555 г.
С герба Погоня на воротах города Вильна «Острая брама», Кон. XVI — нач. XVII вв.
Герб c флага Великого княжества Литовского, 1764
Шляхетский герб Бойча из гербовника Б. Папроцкого, 1584
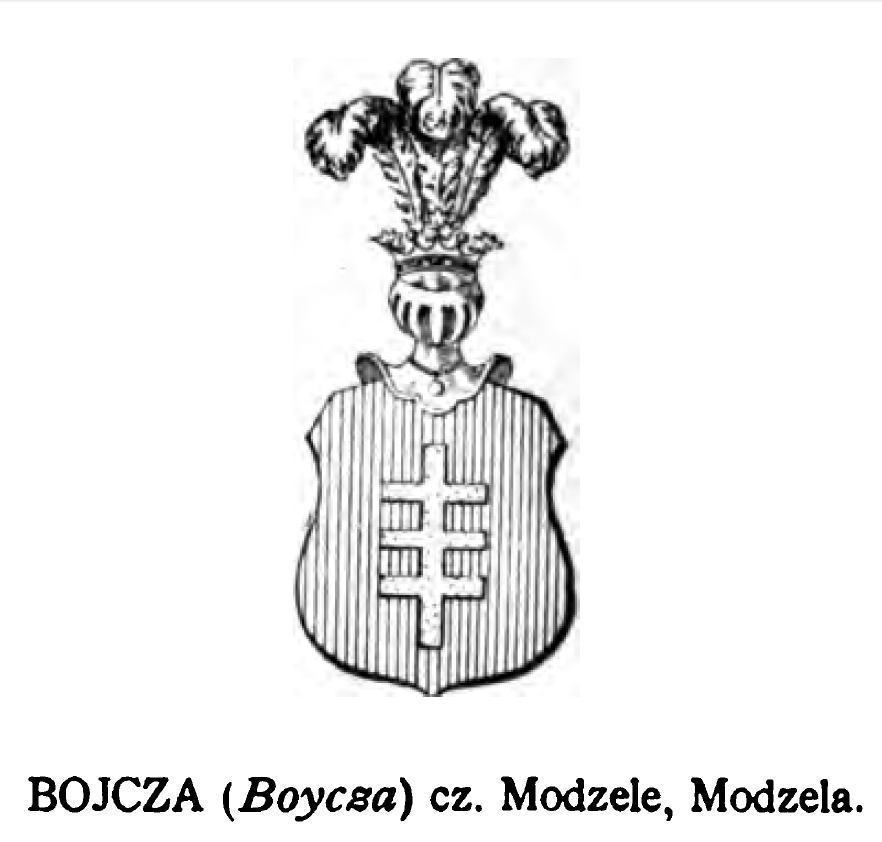
Версия шляхетского герба с красным щитом
Modzelа — версия шляхетского герба с синим щитом

## Герб используют
1. Бабинские (Babiński)
2. Боравские (Borawski)
3. Буцкие (Bucki)
4. Домбровские (Dąbrowski)
5. Дроздовские (Drozdowski)
6. Закличевские (Zakliczewski)
7. Клепацкие (Klepacki)
8. Лесневские (Leśniewski)
9. Леснёвские (Leśniowski)
10. Модзела (Modzela)
11. Модзалевские
12. Модзелевские (Modzelewski)
13. Мохарты (Mohart)
14. Раковские (Rakowski)
15. Рековские (Rekowski)
16. Рыбалтовские (Rybałtowski)
17. Тваровские (Twarowski)
18. Чоханские(Czochański)
19. Чуханские (Czuchański)